# Odnóże dwugałęziste

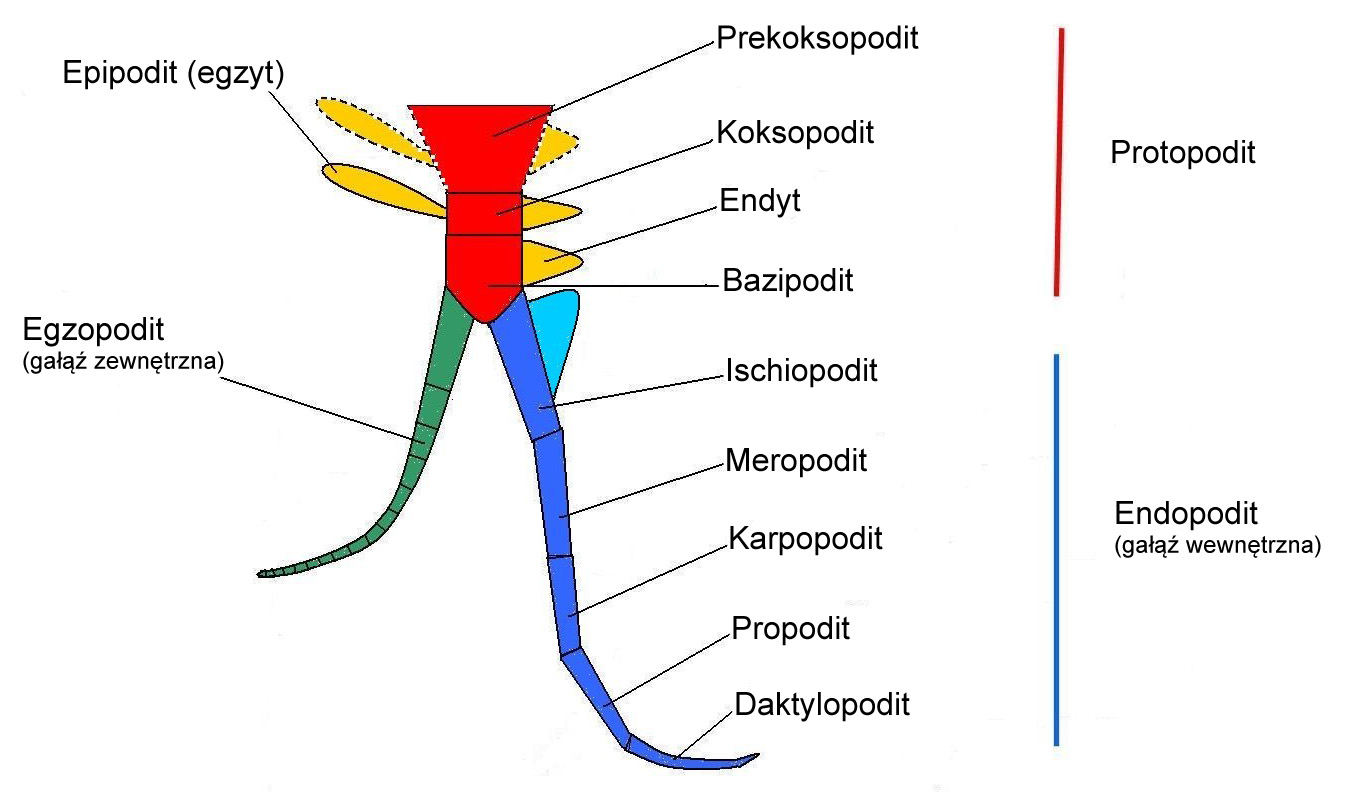
Odnóże dwugałęziste skorupiaka

Odnóże dwugałęziste – rodzaj odnóża stawonogów, w którym z protopoditu wyrastają dwie gałęzie: zewnętrzna (egzopodit) i wewnętrzna (endopodit).
Taki rodzaj odnóża jest uznawany za element podstawowego planu budowy stawonogów. Występuje u licznych taksonów wymarłych, a współcześnie zachował się u wielu skorupiaków. Odnóże jednogałęziste wyewoluowało z niego przez zanik egzopoditu.